# ساكريس توبيليوس

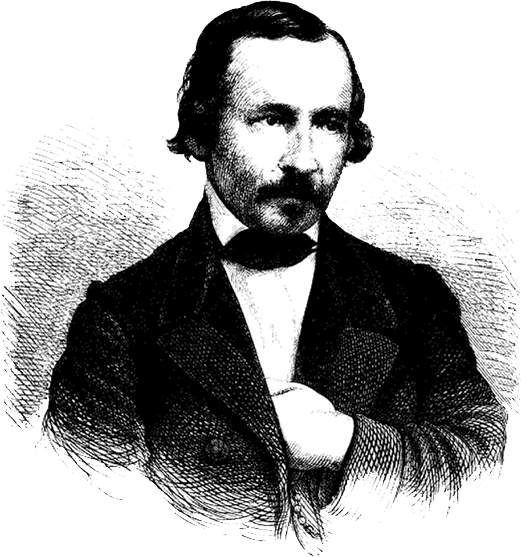
Topelius in a picture published in the Swedish periodical Svenska Familj-Journalen 1866.

ساكريس توبيليوس (Zachris Topelius؛ أوسيكآرلبو، 14 يناير 1818 - سيبو، 12 مارس 1898) كاتب وصحافي ومؤرخ فنلندي ناطقة باللغة السويدية، رئيس جامعة هلسنكي كتب روايات المتعلقة بالتاريخ الفنلندي بالسويدية.

## روابط خارجية
- ساكريس توبيليوس على موقع IMDb (الإنجليزية)
- ساكريس توبيليوس على موقع الموسوعة البريطانية (الإنجليزية)
- ساكريس توبيليوس على موقع ميوزك برينز (الإنجليزية)
- ساكريس توبيليوس على موقع ديسكوغز (الإنجليزية)
- ساكريس توبيليوس على موقع قاعدة بيانات الفيلم (الإنجليزية)